# Le Roman du malade
Le Roman du malade est un roman de Louis de Robert publié en 1911 à la Bibliothèque Charpentier-Eugène Fasquelle éditeur et ayant reçu la même année le prix Femina.

## Résumé
Le jeune romancier parisien, François-André Gilbert, né en 1879, tombe gravement malade à l'âge de 30 ans. Pour soigner sa tuberculose, son médecin l'envoie en cure à Davos en Suisse. En convalescence sur la côte basque, il y rencontre son dernier amour en la personne de Javotte.

## Éditions
- Le Roman du malade, Paris, Bibliothèque Charpentier - Eugène Fasquelle, 1911. (édition originale avec 5 exemplaires sur papier du Japon et 10 exemplaires sur papier de Hollande).
- Le Roman du malade, Calmann-Lévy, 1915.
- Le Roman du malade, éditions Flammarion, 1921.
- Le Roman du malade, éditions du Rocher (collection Alphée) avec une préface de Jean Chalon, 1989.